# Night Visions
Night Visions je debutové studiové album americké indie rockové skupiny Imagine Dragons. Bylo vydáno dne 4. září 2012 prostřednictvím vydavatelství Interscope Records. Podle frontmana Dana Reynoldse trvala tvorba alba tři roky. Night Visions je především alternativní rock a indie rockové album, ale také používá prvky dubstepu, folku, hip hopu a popu.
Album Night Visions bylo hudebními kritiky hodnocené vesměs kladně. V prvním týdnu se prodalo více než 83 000 kopií. Kapela podporovala album na stejnojmenném turné v USA na podzim 2012 i na turné po Evropě v listopadu.

## Seznam skladeb
| Pořadí | Název                                                             | Autor                                     | Producent(i)                    | Délka |
| ------ | ----------------------------------------------------------------- | ----------------------------------------- | ------------------------------- | ----- |
| 1.     | Radioactive                                                       | Imagine Dragons, Alex Da Kid, Josh Mosser | Imagine Dragons, Alex Da Kid    | 3:06  |
| 2.     | Tiptoe                                                            | Imagine Dragons                           | Imagine Dragons                 | 3:14  |
| 3.     | It's Time                                                         | Imagine Dragons                           | Imagine Dragons, Brandon Darner | 4:00  |
| 4.     | Demons                                                            | Imagine Dragons, Alex Da Kid, Josh Mosser | Imagine Dragons, Alex Da Kid    | 2:57  |
| 5.     | On Top of the World                                               | Imagine Dragons, Alex Da Kid              | Imagine Dragons, Alex Da Kid    | 3:12  |
| 6.     | Amsterdam                                                         | Imagine Dragons                           | Imagine Dragons, Brandon Darner | 4:01  |
| 7.     | Hear Me                                                           | Imagine Dragons                           | Imagine Dragons                 | 3:55  |
| 8.     | Every Night                                                       | Imagine Dragons                           | Imagine Dragons                 | 3:37  |
| 9.     | Bleeding Out                                                      | Imagine Dragons, Alex Da Kid, Josh Mosser | Imagine Dragons, Alex Da Kid    | 3:43  |
| 10.    | Underdog                                                          | Imagine Dragons                           | Imagine Dragons                 | 3:29  |
| 11.    | Nothing Left to Say (6:33), obsahuje skrytou píseň "Rocks" (2:11) | Imagine Dragons                           | Imagine Dragons                 | 8:56  |

## Hudebníci

### Imagine Dragons
- Dan Reynolds – zpěv
- Wayne Sermon – kytara
- Ben McKee – basová kytara
- Daniel Platzman – bicí, viola

### Doprovodní hudebníci
- J Browz – doprovodná kytara (skladby 1 a 4), doprovodná basová kytara (skladba 4)
- Jonathan Vears – doprovodná kytara (skladba 9)
- Benjamin Maughan – doprovodné piano/basová kytara

## Umístění v hitparádách
| Žebříček (2012-2013)            | Nejvyšší umístění |
| ------------------------------- | ----------------- |
| Australian Albums Chart         | 28                |
| Austrian Albums Chart           | 8                 |
| Belgium Albums Chart (Flanders) | 59                |
| Belgium Albums Chart (Wallonia) | 88                |
| Canadian Albums Chart           | 10                |
| Danish Albums Chart             | 22                |
| Dutch Albums Chart              | 62                |
| French Albums Chart             | 166               |
| German Albums Chart             | 6                 |
| New Zealand Albums Chart        | 20                |
| Norwegian Albums Chart          | 3                 |
| Portuguese Albums Chart         | 23                |
| Spanish Albums Chart            | 61                |
| Swedish Albums Chart            | 43                |
| Swiss Albums Chart              | 28                |
| US Billboard 200                | 2                 |
| US Billboard Rock Albums        | 1                 |
| US Billboard Alternative Albums | 1                 |

## Ocenění
| Oblast                 | Ocenění     |
| ---------------------- | ----------- |
| Kanada (Music Canada)  | Zlatá deska |
| Norsko                 | Zlatá deska |
| Švédsko                | Zlatá deska |
| Spojené státy americké | Zlatá deska |

## Datum vydání
| Oblast                 | Datum         | Formát         | Vydavatelství                    |
| ---------------------- | ------------- | -------------- | -------------------------------- |
| Kanada                 | 4. září 2012  | Ke stažení, CD | Interscope Records, KIDinaKORNER |
| Mexiko                 | 4. září 2012  | Ke stažení, CD | Interscope Records, KIDinaKORNER |
| Spojené státy americké | 4. září 2012  | Ke stažení, CD | Interscope Records, KIDinaKORNER |
| Austrálie              | 7. září 2012  | Ke stažení, CD | Interscope Records               |
| Nový Zéland            | 7. září 2012  | Ke stažení, CD | Interscope Records               |
| Německo                | 1. února 2013 | Ke stažení, CD | Interscope Records               |
| Nizozemsko             | 1. února 2013 | Ke stažení, CD | Interscope Records               |
| Indie                  | 1. února 2013 | Ke stažení, CD | Interscope Records               |
| Brazílie               | 1. února 2013 | Ke stažení, CD | Interscope Records               |
| Dánsko                 | 1. února 2013 | Ke stažení, CD | Interscope Records               |
| Francie                | 1. února 2013 | Ke stažení, CD | Interscope Records               |
| Itálie                 | 1. února 2013 | Ke stažení, CD | Interscope Records               |
| Rusko                  | 1. února 2013 | Ke stažení, CD | Interscope Records               |
| Jižní Afrika           | 1. února 2013 | Ke stažení, CD | Interscope Records               |
| Španělsko              | 1. února 2013 | Ke stažení, CD | Interscope Records               |
| Švýcarsko              | 1. února 2013 | Ke stažení, CD | Interscope Records               |
| Spojené království     | 1. dubna 2013 | Ke stažení, CD | Interscope Records               |